# Dioscorea lijiangensis
Dioscorea lijiangensis är en enhjärtbladig växtart som beskrevs av Chun Lin Long och Hen Li. Dioscorea lijiangensis ingår i släktet Dioscorea och familjen Dioscoreaceae. Inga underarter finns listade i Catalogue of Life.